# 1352年
| 千纪： | 2千纪 |
| 世纪： | 13世纪 \| 14世纪 \| 15世纪                                                                                 |
| 年代： | 1320年代 \| 1330年代 \| 1340年代 \| 1350年代 \| 1360年代 \| 1370年代 \| 1380年代                           |
| 年份： | 1347年 \| 1348年 \| 1349年 \| 1350年 \| 1351年 \| 1352年 \| 1353年 \| 1354年 \| 1355年 \| 1356年 \| 1357年 |
| 纪年： | 壬辰年（龙年）；元至正十二年；徐壽輝治平二年；越南紹豐十二年；日本南朝正平七年，北朝觀應三年，文和元年     |

## 大事记
- 黑死病夺去欧洲1/3人口。
- 郭子興集結數千人取得濠州。
- 4月15日－朱元璋加入郭子興的紅巾軍。
- 8月19日－紅巾軍首領徐壽輝攻入杭州。
- 脫脫親率大軍鎮壓徐州紅巾軍芝麻李部，屠城，徐州路降為武安州，脫脫功封太師，芝麻李部將彭大和赵均用領敗兵前往由郭子興、孫德崖所據的濠州（今安徽省凤阳县）。

## 出生
- 5月5日：鲁普雷希特 (德意志国王)

## 逝世
- 12月6日：克勉六世，罗马主教
- 不详： 哈基姆二世，阿拔斯王朝哈里发
- 不详： 吉田兼好，日本歌人